# Yoshikawa Kanpō
Pour les articles homonymes, voir Kanpo (homonymie).
Yoshikawa Kanpō est un nom japonais traditionnel ; le nom de famille (ou le nom d'école), Yoshikawa, précède donc le prénom (ou le nom d'artiste).
Yoshikawa Kanpō (吉川観方 ()), parfois Yoshikawa Kenjirō (吉川 賢次郎 ()), est un artiste et peintre japonais appartenant à l’école Shin-Hanga né en 1894 à Kyoto et mort en avril 1979.

## Biographie
Yoshikawa Kanpō naît en 1894. À l'âge de sept ans il commence à suivre à Kyoto l'enseignement de Nishibori Tōsui, puis celui de Takeuchi Seihō. Il obtient un diplôme d'une école spécialisée de peinture kyotoite en 1918.
Il exerce la profession de scénographe de kabuki, joue de plusieurs instruments (biwa, kokyū). Plusieurs de ses ouvrages sur l'artisanat et les arts du spectacles sont publiés. 
Sa production d'estampes prend fin en 1925. Leur thème de prédilection est le monde du théâtre et elles sont publiées par Sato Shōtarō .